# Phyllobrotica luperina
Phyllobrotica luperina is een keversoort uit de familie bladkevers (Chrysomelidae). De wetenschappelijke naam van de soort werd in 1865 gepubliceerd door John Lawrence LeConte.